# Astronawigacja
Astronawigacja – oznaczanie pozycji statku lub samolotu na podstawie pomiarów położenia niektórych ciał niebieskich.

## Historia
Wyznaczenie własnej pozycji jest równoznaczne z wyznaczeniem dwóch współrzędnych geograficznych, czyli szerokości i długości geograficznej. Szerokość geograficzną wyznaczyć można już z pojedynczego pomiaru wysokości górowania dowolnego ciała niebieskiego o znanej deklinacji, dlatego prawidłowe określenie tej współrzędnej nie nastręczało większych trudności już w starożytności. Stosując np. kwadrant można też było ustalić przybliżoną szerokość geograficzną mierząc kąt między horyzontem a Gwiazdą Polarną
Wyznaczenie długości geograficznej jest natomiast zagadnieniem znacznie bardziej skomplikowanym, wymaga bowiem dokładnej znajomości czasu dla południka zerowego (długość geograficzna jest to różnica czasu lokalnego i czasu południka odniesienia). Brak dostatecznie dokładnych zegarów sprawiał, że aż do połowy XVIII wieku problem ten pozostawał nierozwiązany. Wcześniej próbowano określać zmianę własnej długości geograficznej na podstawie prędkości ruchu oszacowanej przy pomocy logu, co było obarczone bardzo dużym błędem.
Po odkryciu przez Galileusza w 1610 roku księżyców Jowisza podjęto próbę wykorzystania ich w charakterze zegara, sporządzając efemerydy ich ruchu, których porównanie z pozycjami obserwowanymi pozwalało na przybliżone wyznaczenie czasu południka zerowego. Dokładność takich wyznaczeń była jednak bardzo mała (zarówno ze względu na stosowane techniki obserwacyjne, jak również z powodu niedoskonałości samych efemeryd).
W 1763 roku angielski astronom Nevil Maskelyne zaproponował alternatywną metodę wyznaczania czasu z obserwacji odległości kątowej Księżyca i wybranych gwiazd (Księżyc wskutek swojego ruchu orbitalnego względnie szybko przesuwa się na tle gwiazd a jego chwilowe położenia można stablicować z dostatecznie krótkim krokiem dla kolejnych momentów czasu). Metoda ta (lunar distance method) była sporadycznie używana jeszcze w latach 50. XIX wieku.

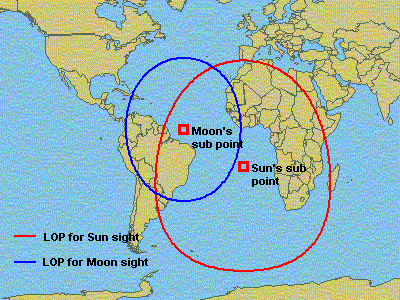
Przykładowe koła pozycyjne dla Słońca i Księżyca (obserwator na północnym Atlantyku)

Definitywne rozwiązanie problemu przyniosło natomiast wynalezienie chronometru (zegara o dużej dokładności, mało wrażliwego na czynniki zewnętrzne występujące podczas długich rejsów morskich). W postaci zbliżonej do współczesnej został on skonstruowany ok. roku 1761 przez Johna Harrisona w odpowiedzi na konkurs na rozwiązanie problemu precyzyjnego wyznaczania długości geograficznej ogłoszony w 1714 roku przez brytyjski rząd (nagrodą w konkursie była suma 20 000 funtów).
Znacznym ułatwieniem w obliczaniu pozycji była metoda zaproponowana w 1837 roku przez amerykańskiego kapitana Thomasa Sumnera. Zauważył on, że Słońce może być w danej chwili widoczne na odległości zenitalnej z ze wszystkich punktów na kuli ziemskiej leżących na kole małym o środku w punkcie podsłonecznym i promieniu równym z (koło to nosi nazwę koła pozycyjnego). To samo dotyczy dowolnego ciała niebieskiego. Mierząc dwukrotnie odległość zenitalną Słońca w dostatecznie dużym odstępie czasu (lub odległości zenitalne dwóch różnych obiektów) i wyliczając dla każdego momentu obserwacji położenie punktu podsłonecznego (ew. podksiężycowego lub podgwiezdnego) można narysować dwa koła pozycyjne i graficznie wyznaczyć własne położenie jako jeden z dwóch punktów przecięcia tych kół (z reguły znajdują się one w tak dużej odległości od siebie, że wybór właściwego nie stanowi problemu).
Metoda Sumnera w modyfikacji St.Hilaire’a stosowana jest w astronawigacji do dziś (główne uproszczenie polegało na tym, że zamiast całego koła pozycyjnego rysuje się w tej metodzie jedynie jego niewielki fragment (w bezpośrednim sąsiedztwie położenia obserwatora), który można przybliżyć odcinkiem linii prostej (nazywanej linią pozycyjną)).

## Pomiar wysokości

Pomiar wysokości sekstantem

W historii nawigacji na przestrzeni wieków do pomiaru wysokości ciał niebieskich używano rozmaitych, coraz doskonalszych i dokładniejszych przyrządów pomiarowych, takich jak kamal, astrolabium i oktant.
Ze względu na specyfikę miejsca jakim jest pokład statku lub samolotu (przede wszystkim kołysanie) klasyczne przyrządy pomiarowe używane na lądzie (jak np. teodolit) nie mogą być wykorzystane. Instrumentem najczęściej stosowanym w astronawigacji jest sekstant. Jego budowa pozwala na równoczesną obserwację obiektu, którego wysokość mierzymy, oraz horyzontu (układ ruchomych zwierciadeł umożliwia sprowadzenie obrazu obiektu do obrazu horyzontu). Kołysanie pokładu statku w ten sam sposób wpływa na ruch obu obrazów, natomiast ich względne położenie w polu widzenia pozostaje stałe.
W użyciu są również sekstanty lotnicze, w których poziom odniesienia wyznacza nie linia horyzontu, tylko położenie pęcherzyka powietrza w przymocowanej do przyrządu libelli, obserwowanej wraz z obrazem mierzonego obiektu.

## Podstawy teoretyczne metodySt.Hilaire
W zmodyfikowanej metodzie graficznej (St.Hilaire) korzystamy z faktu, że promień koła pozycyjnego jest prostopadły do linii stycznej do tego koła w dowolnym punkcie. Znając przybliżoną pozycję P(λ,φ) i moment obserwacji UT1 można obliczyć teoretyczną odległość zenitalną z i azymut A obserwowanego ciała.
{\displaystyle \operatorname {tg} (A)={\frac {\cos(\delta )\sin(t)}{-\sin(\delta )\cos(\varphi )+\cos(\delta )\sin(\varphi )\cos(t)}}}
{\displaystyle \cos(z)=\sin(\delta )\sin(\varphi )+\cos(\delta )\cos(\varphi )\cos(t)}
gdzie δ oznacza deklinację obserwowanego obiektu, t jego kąt godzinny a φ szerokość geograficzną. Rachunki te w praktyce upraszcza się korzystając z gotowych tablic lub używając walcowego suwaka nawigacyjnego Bygrave’a.
Promień koła pozycyjnego będzie wówczas na mapie odpowiadał linii poprowadzonej z punktu P w kierunku azymutu A. Rysujemy na mapie linię pozycyjną prostopadłą do tego promienia i przechodzącą przez punkt P (odpowiadającą liniowemu przybliżeniu niewielkiego łuku koła pozycyjnego). Następnie obliczamy różnicę Δz pomiędzy odległością zenitalną wyliczoną (z) a zmierzoną (z’) i przesuwamy naszą linię pozycyjną w odpowiednią stronę o Δz (wzdłuż promienia koła pozycyjnego). Procedurę powtarzamy dla drugiej obserwacji i momentu UT2, otrzymując w ten sposób dwie linie pozycyjne. Nasza pozycja znajduje się w punkcie ich przecięcia (w praktyce przy pomiarach dokonywanych z ruchomego statku lub samolotu należy dodatkowo uwzględnić poprawkę na zmianę pozycji między kolejnymi pomiarami, na podstawie znanej prędkości i kursu).

## Wyznaczanie pozycji w praktyce
Aby otrzymać linię pozycyjną, należy:
1. Zmierzyć wysokość ciała niebieskiego nad horyzontem i zanotować czas pomiaru (w praktyce najczęściej mierzy się wysokość względem horyzontu prawdziwego i następnie redukuje ją do horyzontu astronomicznego).
2. Zmierzoną wysokość poprawić o błędy systematyczne pomiaru i odchyłki spowodowane przejściem promieni świetlnych przez atmosferę (refrakcję atmosferyczną).
3. Używając tablic efemeryd oraz zmierzonego czasu i wysokości określić przebieg linii pozycyjnej.
4. Wykreślić linię pozycyjną na mapie.

W celu wyznaczenia pozycji czynności te należy wykonać dla co najmniej dwóch ciał (lub dla tego samego ciała w dwóch różnych momentach czasu).
Obecnie, z powodu upowszechnienia nawigacji satelitarnej, traktowana jako sposób zapasowy.